# Tolgay Arslan
Tolgay Ali Arslan, född den 16 augusti i Paderborn, är en tysk-turkisk fotbollsspelare som spelar för australiska Melbourne City.

## Karriär
Den 18 september 2020 värvades Arslan av Udinese, där han skrev på ett tvåårskontrakt. Den 15 juni 2023 värvades Arslan av australiska Melbourne City, där han skrev på ett tvåårskontrakt.